# Кольмарская операция
Кольмарская операция (англ. Colmar Pocket) — военная операция трёх корпусов вооружённых сил Франции и США, проводившаяся 20 января — 9 февраля 1945 против 19-я немецкой армии с целью окружения и ликвидации в районе Кольмара немецкой группировки в ходе Второй мировой войны.

## Стратегическая ситуация
В результате Эльзасско-Лотарингской операции в окружение попала 19-я немецкая армия — Кольмарский «мешок». Замысел операции по ликвидации «мешка» состоял в том, чтобы, используя охватывающее положение, нанести удары на северном и южном фасах выступа, разгромить немцев и выйти на Рейн. 1-й корпус 1-й французской армии в составе 4 дивизий должен был наступать от Мюлуза в общем направлении на Брейзах, а 2-й корпус (3 пехотные и бронетанковая дивизия) имел задачу наступать из района 20 км севернее Кольмара, чтобы обойти его с севера и востока и выйти на Рейн к северу от Брейзаха.

## Расстановка сил

### Союзники
- 6-я группа армий (Дж. Диверс)
  - 7-я американская армия (А. Пэтч)
  - 1-я французская армия (Ж.-М. де Латр де Тассиньи)

### Германия
- 19-я немецкая армия (Г. Фёрч)

## Ход операции
20 января 1-й французский корпус начал наступление из района Мюлуза в северном направлении. Понеся значительные потери, французы смогли продвинуться всего на глубину 4—5 км. 22 января перешёл в наступление 20-й французский корпус, но тоже не добился заметных успехов.
Тогда Д. Эйзенхауэр усилил 1-ю французскую армию американским корпусом в составе 3 пехотных и бронетанковой дивизий. 29 января этот корпус перешёл в наступление. После нескольких дней ожесточённых боёв сопротивление противника было, наконец, сломлено. 3 февраля американские войска заняли Кольмар, а два дня спустя они соединились с 1-м французским корпусом. Остатки 4 немецких дивизий были окружены и пленены, другая половина группировки, понеся значительные потери, отошла на правый берег Рейна. К 9 февраля кольмарский «мешок» был ликвидирован.

## Результаты
6-я группа армий вышла на Рейн на участке от швейцарской границы до района севернее Страсбурга и форсировала реку в конце марта.
Дальше в апреле она наступала по южной части Германии и в Австрии через Альпы.
4 мая 1945 года американская 103-я пехотная дивизия 7-й американской армии из 6-й группы армий перешла через Альпы на Бреннерском перевале и встретилась с наступавшей с юга американской 88-й пехотной дивизией 5-й американской армии из 15-й группы армий союзников в северной Италии.